# Yuscarán
Yuscarán es un municipio y una ciudad de la República de Honduras, cabecera del departamento de El Paraíso. Antiguo mineral conocido en la época colonial como Real de Minas de San José de Yuscarán. 

## Toponimia
Existen diversos significados de la palabra Yuscarán son las siguientes:
- "Lugar de la casa de las flores" en Náhuatl, haciendo referencia a las casas que están adornadas con abundantes flores en la región.
- "Cerro grande" en Lenca, haciendo referencia al Cerro Monserrat que está en la cabecera departamental.
- "Cerro de la manta" o "Cerro de la Señal" en matagalpa, haciendo referencia a las características geográficas dentro del municipio.

## Límites
A la ciudad de Yuscarán se arriba por la carretera pavimentada CA6 que conduce desde Tegucigalpa, M. D. C. hacia la frontera con la república de Nicaragua, en esta carretera también se llega a la Escuela Agrícola Panamericana El Zamorano. Yuscarán está a 68 kilómetros de la ciudad capital, debe tomar un desvió de la calle principal y entrar por una vía pavimentada secundaria RN93. 
| Orientación | Límite                                                 |
| ----------- | ------------------------------------------------------ |
| Norte       | Municipio de Morocelí, El Paraíso                      |
| Sur         | Municipio de Alauca, El Paraíso                        |
| Sur         | Municipio de Oropolí, El Paraíso                       |
| Este        | Municipio de Potrerillos, El Paraíso                   |
| Este        | Municipio de Jacaleapa, El Paraíso                     |
| Este        | Municipio de San Matías, El Paraíso                    |
| Oeste       | Municipio de Güinope, El Paraíso                       |
| Oeste       | Municipio de San Antonio de Oriente, Francisco Morazán |

## Ubicación
Este pueblo está ubicado en las faldas del cerro "Monserrat" el cual ha sido declarado Reserva biológica de Honduras. Además de contar con arquitectura colonial, Yuscarán cuenta con un atractivo natural proporcionado por los bosques de pinos que le rodean, Yuscarán se localiza en el centro del departamento de El Paraíso, a 68 kilómetros de Tegucigalpa, M.D.C. 

## Historia

### Descubrimiento

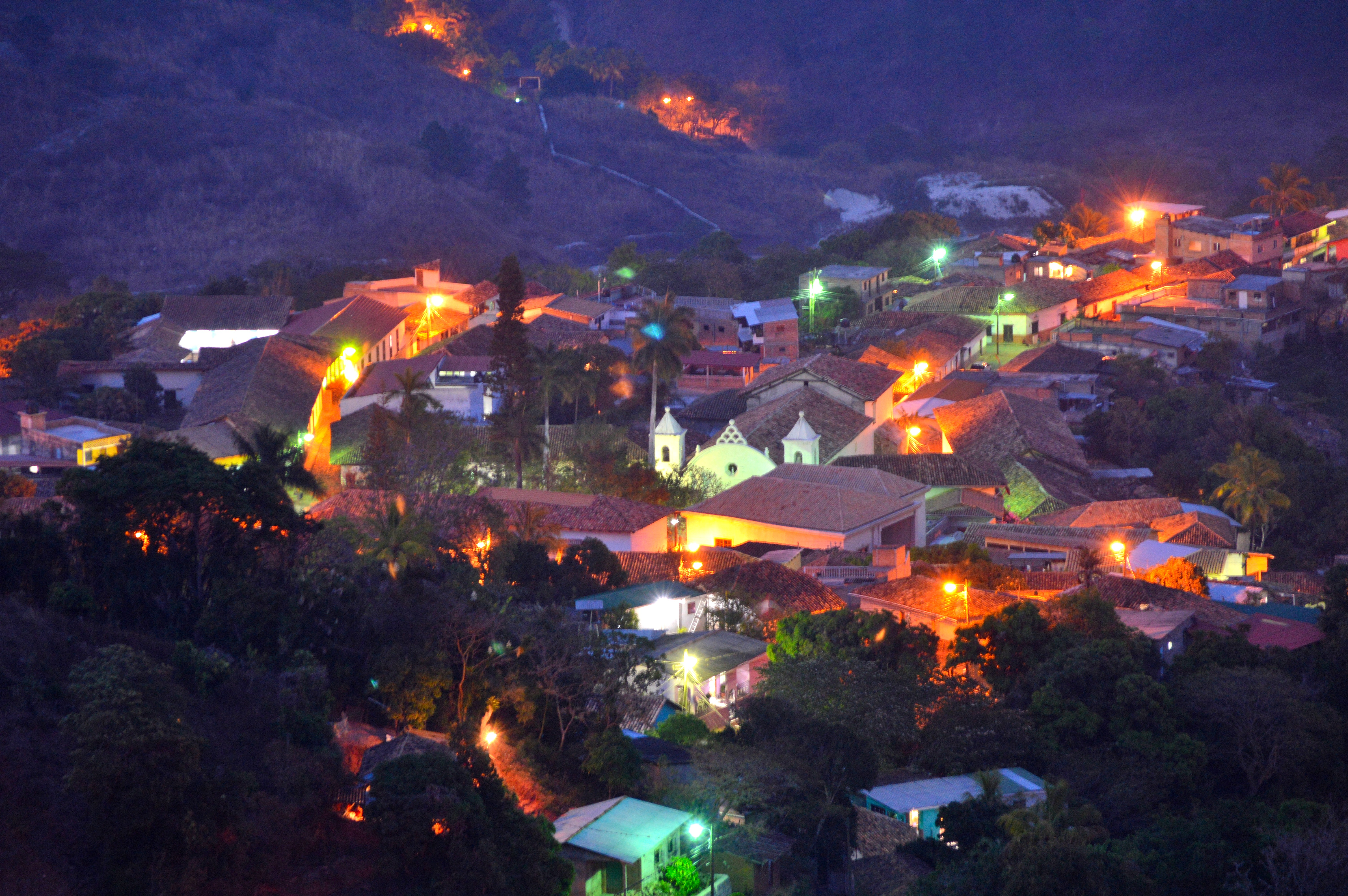
Yuscarán, Honduras vista noctura desde el cerro Monserrat

Fue descubierto en marzo de 1744 por Juan López conocido también como Calvo o Juan Viejo, un minero y agricultor del Mineral de Potrerillos, quien dio la noticia de importantes piedras con ley plata en la montaña de Yuscarán. Fueron los mineros del Mineral de la Concepción de los Potrerillos los que emigraron y poblaron rápidamente Yuscarán, entre ellos Roque de Sierra quien logro hacer el denuncio formal de la veta descubridora y obtener así el título de descubridor del Real de Minas de San José de Yuscarán.. 

### Sus principales minas
Fue en el pasado un emporio minero (durante los siglos XVIII y XIX) época en que se hicieron los primeros descubrimientos de las ricas y cercanas minas, llamadas “Quemazones y Guayabillas”, Capiro, San Miguel, Cinco Señores, San José de Yuscarán y otras más. Gracias a la importancia de estos descubrimientos y por la gran cantidad de mineral que se podía extraer de estas vetas, los españoles rápidamente poblaron la zona que hoy se conoce como Yuscarán. 

### Primeros habitantes y familias

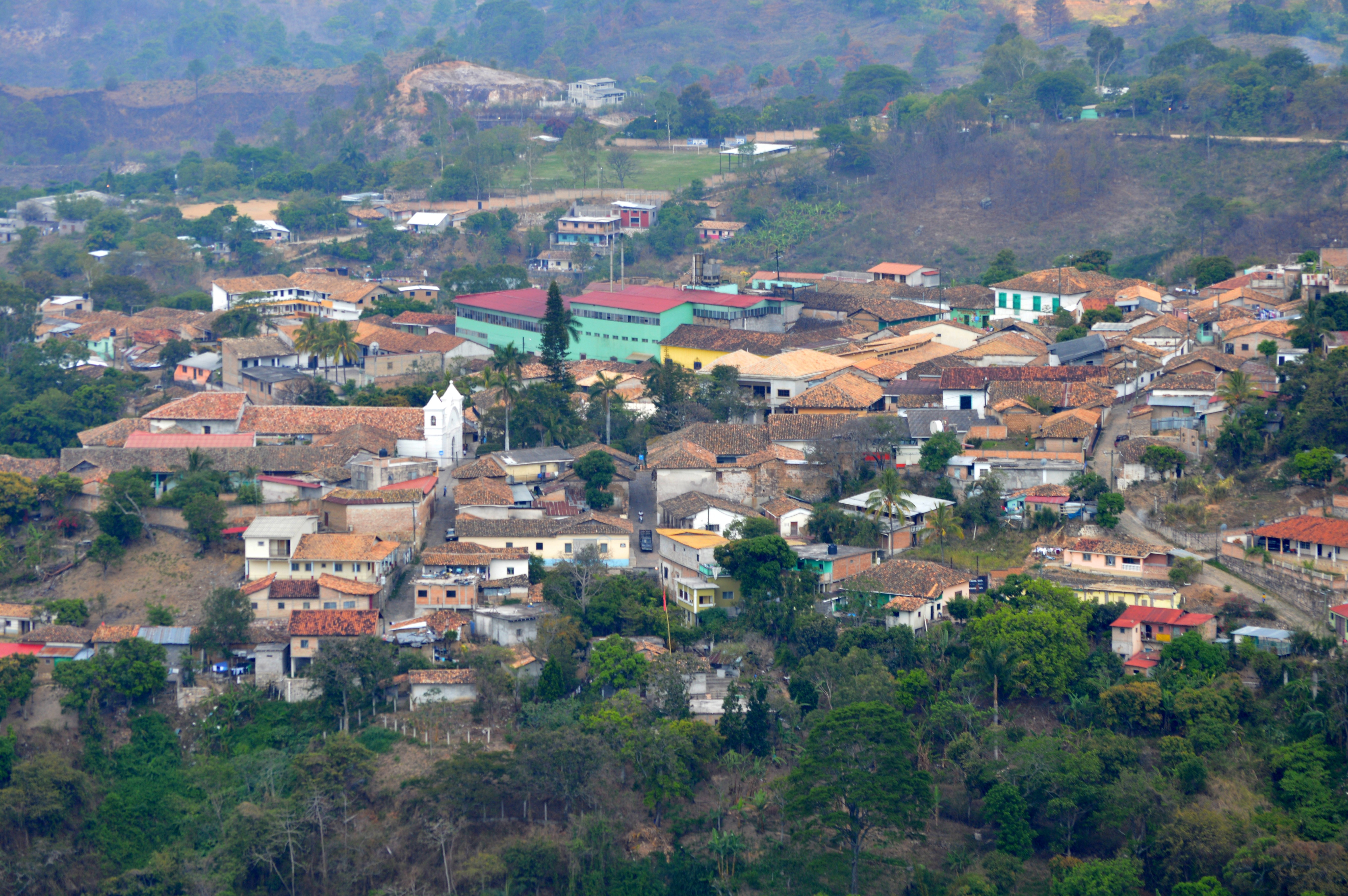
Yuscaran desde el Cerro San Juan

Después del descubrimiento fue poblado por mineros del Mineral de la Concepción de los Potrerillos, quienes en su gran mayoría emigraron a Yuscarán, pero por falta de recursos y abastecimiento de cereales y carnes se despobló rápidamente, dándosele un nuevo impulso a la minería y volviéndose a repoblar en 1751 por el impulso dado por don Francisco de Talavera y Araujo marqués de Sotohermoso quien pidió a la Real Audiencia de Guatemala se le permitiera redescubrir las antiguas minas, iniciar la edificación de la iglesia, el nombramiento de un capellán y el aseguramiento del abastecimiento de víveres y carnes.
El 22 de febrero de 1751 se resolvió favorablemente el nuevo poblamiento de Yuscarán por don Joseph de Araujo y Ríos presidente de la Real Audiencia, invitándose a las familias y comerciantes a avecindarse de nuevo en Yuscarán, Respondiendo a esta invitación familias de las ciudades de Guatemala, Tegucigalpa, Comayagua, San Miguel (El Salvador) y Granada (Nicaragua). 
Yuscarán ha sido cuna y morada de importantes familias hondureñas tales como las familias: Morazán, Bográn, Colindres, Fortín, Vigil y Cocaña, Zelaya Vigil, Xatruch, Arbizú Guardiola, Quezada Borjas entre muchas otras.

### Cuna de la familia Morazán

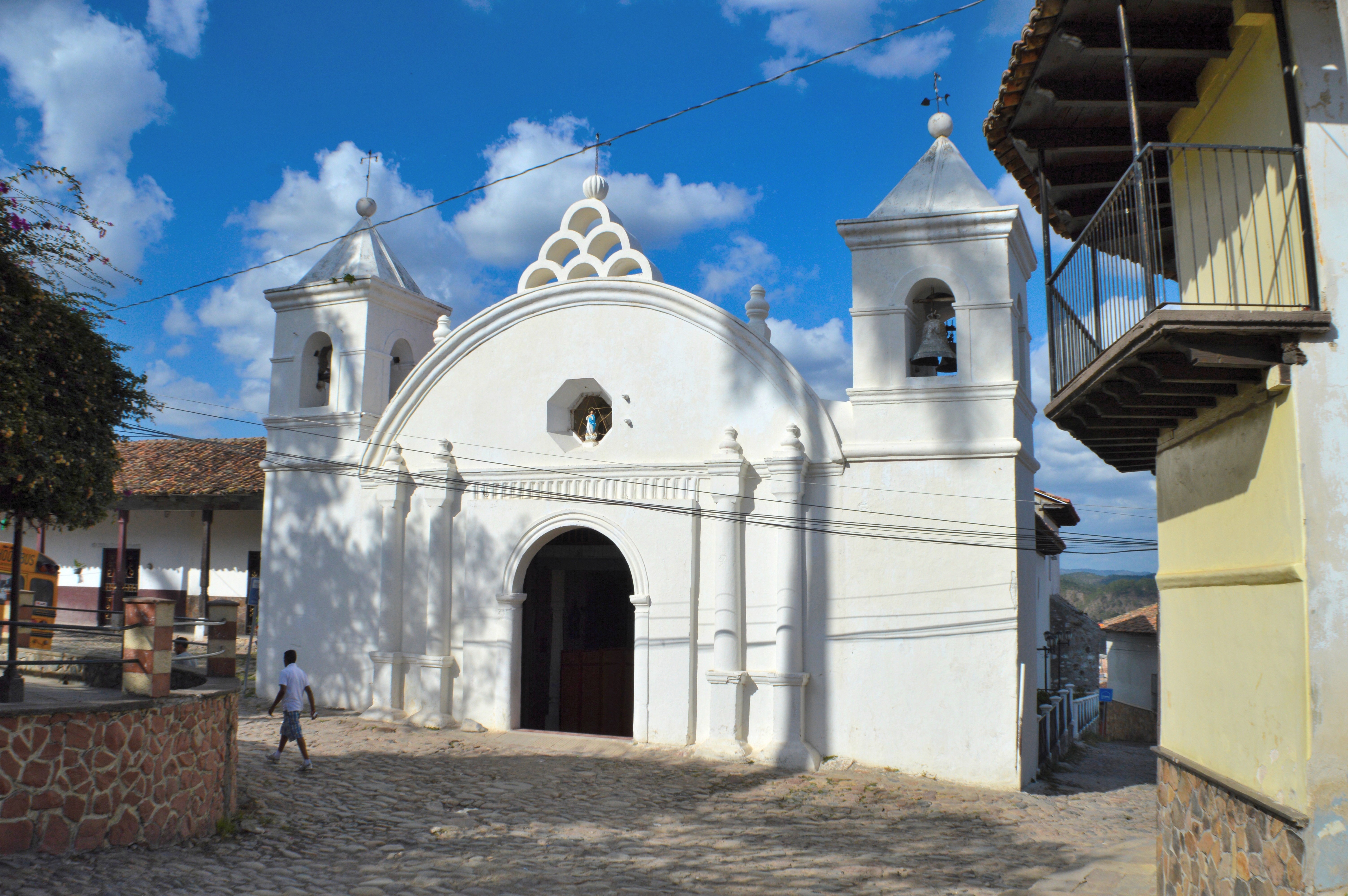
Iglesia San José de Yuscarán

Entre las personas que llegaron a Yuscarán se encuentra don Juan Bautista Morazán, originario del reino de Corcega, y nacionalizado español quien se estableció en Yuscarán como comerciante de ropas, con el tiempo se convirtió en el encargado del Correo Real, recaudador de plata, habilitador de mineros, recaudador de diezmos y dueño de la Casa del Trueque. Se casó 3 veces en Yuscarán al enviudar, su primera esposa fue Gertrudis Alemán de la Cerna, procreando entre sus hijos a José Eusebio Morazán Alemán padre del general José Francisco Morazán Quezada. 

### El distrito de Yuscarán
A inicios del siglo XIX formaban parte del Distrito de Yuscarán los hoy municipios de Morocelí conocido en ese tiempo como San Pedro Martir de Moroceli, el pueblo de Oropolí, después de creado el departamento de El Paraíso se anexó a este distrito el pueblo de Güinope que antes pertenencia a Tatumbla del entonces departamento de Tegucigalpa.

### Cabecera departamental
Para el año de 1869 se creó el departamento de El Paraíso, uno de los 18 departamentos de Honduras, este lugar pasó a ser la cabecera de este nuevo departamento, no obstante el 13 de septiembre de 1872 se abolió esta decisión y en el año de 1874 se restableció como la cabecera departamental de El Paraíso. 

### Monumento Nacional

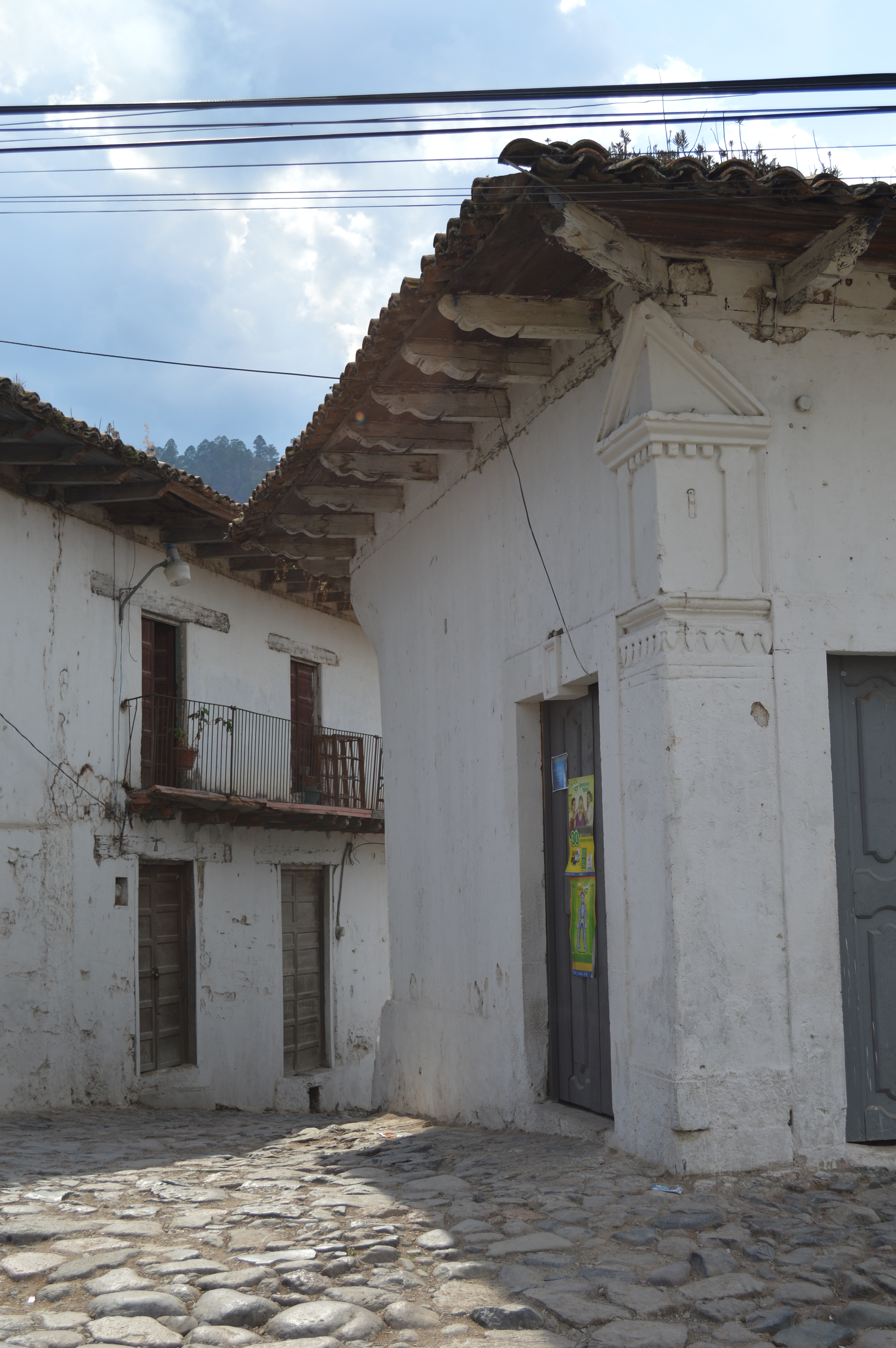
Callejon de entrada a Yuscarán

En el año de 1979 se decreta como Monumento Nacional, el nombre de Yuscaran proviene del mexicano y significa “Lugar de Casa de Flores” algo de resaltar es su situación topográfica que se debe al trazo irregular de sus calles y la riqueza de su paisaje urbano, que convierte este sitio en un lugar encantado por su belleza y riqueza histórica. En Yuscarán existen más de 200 casas antiguas y aún se conservan las bocas de las minas e instalaciones mineras, que ahora permanecen abandonadas y nos hablan de la riqueza de la zona, que primero fuera explotada por los españoles y luego por compañías norteamericanas.

## Turismo

### Reserva biológica de Yuscarán
Es uno de los lugares más importantes de la ciudad y uno de los principales atractivos, sin olvidar sus hermosas casas de estilo colonial. La reserva biológica de Yuscarán se encuentra a 65 km de Tegucigalpa, M.D.C. 
Esta reserva está compuesta por el cerro Sentado El Volcán (de 1980 m) y el cerro Montserrat (de 1783 m de altura). Posee un área de 1.5 km² de zona núcleo que está por arriba de los 1800 m y 20.9 km² de zona de amortiguamiento.
- Cerro Monserrat

Actualmente el bosque se encuentra casi totalmente destruido por actividades agrícolas, por lo que se requiere de su protección ya que quince comunidades dependen del agua potable que les abastece esta montaña.

## Festividades

### Fiesta Nacional del Mango
Anualmente se celebra el Festival Nacional del Mango en honor de las frutas que es producida en esta región de Honduras, celebrada el último fin de semana de mayo.

### Feria Patronal
Como muchos otros municipios de Honduras, hay una celebración de Feria Patronal, en su caso siendo del 7 al 13 de diciembre.

## Gastronomía
La Ciudad de Yuscarán ha dado el nombre a una bebida aguardiente de caña, producido en una empresa destiladora de la localidad llamada Aguaadiente Yuscaran.

## División Política
Aldeas: 18 (2013)
Caseríos: 83 (2001)
| Código | Aldea                             |
| ------ | --------------------------------- |
| 070101 | Yuscarán (cabecera del municipio) |
| 070102 | El Barro                          |
| 070103 | El Cordoncillo                    |
| 070104 | El Chaguite de Oriente            |
| 070105 | El Chaguite Sur                   |
| 070106 | El Ocotal                         |
| 070107 | El Pericón                        |
| 070108 | El Rancho del Obispo              |
| 070109 | El Robledal                       |
| 070110 | El Rodeo                          |
| 070111 | El Teñidero                       |
| 070112 | El Zarzal                         |
| 070113 | La Ciénega                        |
| 070114 | La Insula                         |
| 070115 | Las Crucitas                      |
| 070116 | Los Laínez                        |
| 070117 | Ojo de Agua                       |
| 070118 | Sabana Redonda                    |